# هاواي القديمة
هاواي القديمة هي فترة من تاريخ سكان هاواي قبل توحيد مملكة هاواي على يد كاميهاميها الأكبر عام 1810. يقدر الباحثون تقليديًا أن جزر هاواي استُوطنت لأول مرة من قبل ملاحين بولينيزيين أبحروا لمسافات طويلة من بولينيزيا الفرنسية وتاهيتي وتواموت وجزر ساموان بشكل متقطع بين 300 و800 م. في عام 2010، نُشرت دراسة على أساس تاريخ الكربون المشع لعينات أكثر موثوقية تشير إلى أن استيطان الجزر حدث بعد ذلك بكثير، في غضون فترة زمنية قصيرة، نحو 1219 إلى 1266.
تميزت الجزر في شرق بولينيزيا باتصال الحضارات فيما بينها وقد يفسر ذلك فترة الهجرة القصيرة. وتحافظ الحراجة الزراعية والزراعة المائية المتنوعتين على بقاء مطبخ هاواي الأصلي. اتُخذت الأدوات الاستوائية للسكن. وبُنيت معابد متقنة من الصخور البركانية المتاحة.
دعمت الموارد الطبيعية الغنية السكان المتكدسين نسبيًا الذين ينظمهم الطبقة الحاكمة والنظام الاجتماعي مع رجال الدين. أجرى كابتن جايمس كوك أول اتصال أوروبي معروف مع سكان هاواي القدماء في 1778. وتبعه العديد من الأوروبيين والأمريكيين.

## رحلة إلى جزر هاواي

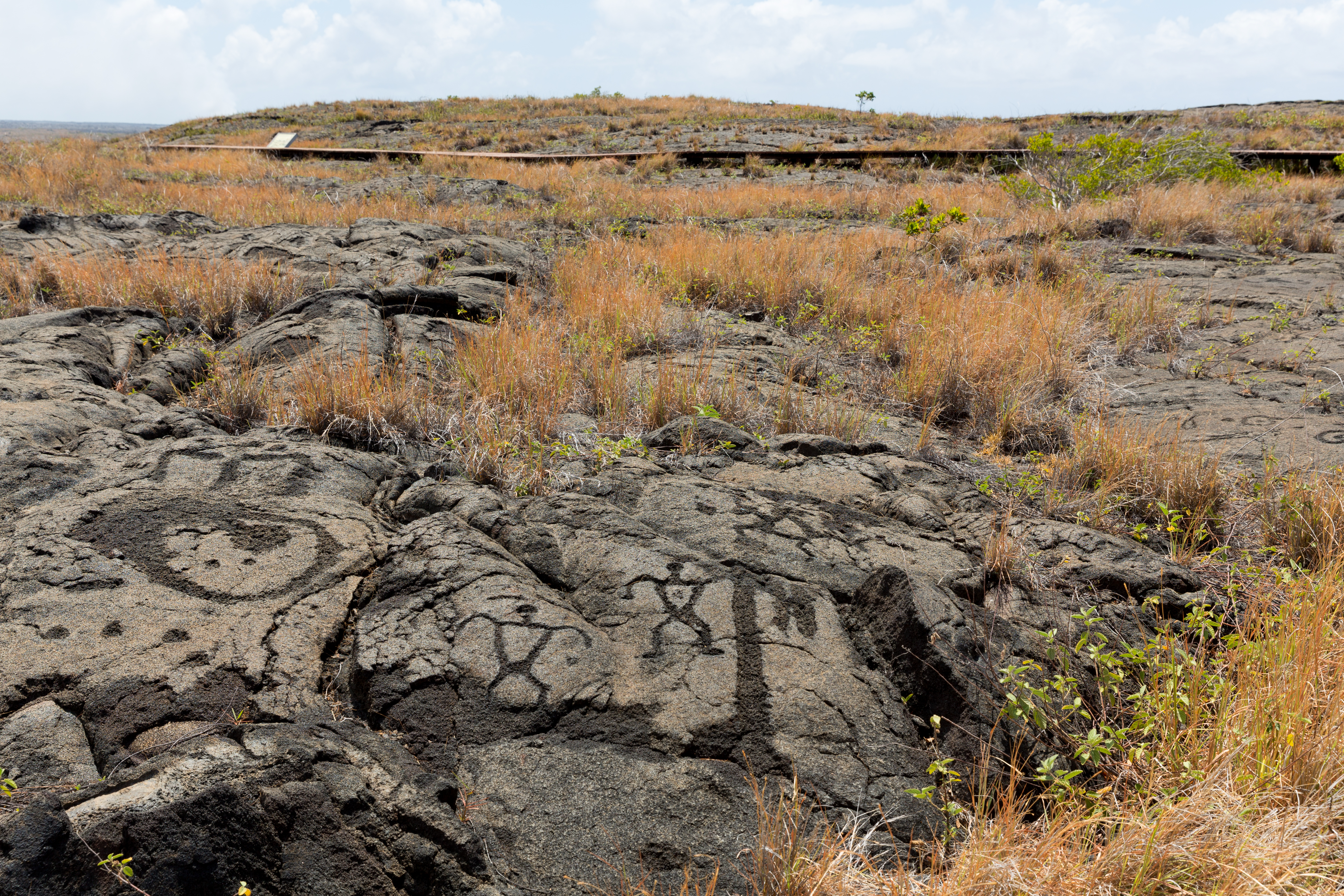

هناك آراء متغيرة حول اكتشاف بولونيزيا الأول لهاواي واستيطانها. يشير تاريخ الكربون المشع أولًا أنه من المحتمل أن يكونوا استوطنوها بداية من 126ميلاديًا. تُرجع كتب باتريك فنتون كريش عن علم آثار هاواي بالإضافة إلى الكتب الدراسية المعيارية تاريخ أول استيطان بولينيزي إلى نحو عام 300 مع اقتراحات أحدث لكيرش تقول بأنه كان في وقت متأخر من عام 600. تقترح نظريات أخرى أن التاريخ يرجع إلى وقت متأخر من عام 700إلى 800.
أعلن الباحثون في 2010عن اكتشافات جديدة باستخدام تأريخ منقح عالي الاستقبال للكربون المشع وتطبيقه على عينات أكثر موثوقية من تلك التي استُخدمت سابقًا في دراسات تأريخ عديدة. تشير البيانات الجديدة إلى أن الاستعمار البولينيزي الشرقي والشمالي حدث في فترة متأخرة أكثر، في إطار زمني أقصر يتكون من موجتين: «الموجة الأولى على جزر سوسايتي نحو 1025- 1120، أربع قرون بعد المدة التي افترضوها سابقًا ثم بعد 70- 265، استمر الانتشار دفعةً واحدة حتى شمل كل الجزر الباقية في عام 1190- 1290 تقريبًا". وفقًا لهذا البحث، سُكنت جزر هاواي نحو 1219- 1266. يُعتقد أن هذا الاستعمار السريع هو السبب في «الاتساق الملحوظ بين البيولوجي واللغة في شرق بولينيزيا وثقافتها». 
وفقًا للميثيولوجيا في هاواي، كان هناك سكان آخرون في هاواي، أُجبرت شعوب على العودة إلى وديان بعيدة بعد وصول السكان الجدد. يدعون أن القصص عن المينيهون، الأقزام الذين بنوا هياو وبرك الأسماك، تثبت وجود شعوب قديمة استوطنت الجزر قبل الهاوايين.

## الاستيطان
صاحَب الجرذ الباسيفيكي البشر في رحلتهم إلى هاواي. يجادل دايفد بورني أن البشر بجانب الحيوانات الفقارية التي جلبوها معهم (الخنازير والكلاب والدجاج والجرذان) تسببوا في انقراض العديد من الأنواع الأصلية من الطيور والنباتات وقواقع الأرض الكبيرة أثناء عملية الاستعمار.
جعل السكان البولينيزيين الأوائل من المصبات والتيارات المائية أحواض سمك منذ ما يقرب من عام 500 ميلاديًا أو قبل ذلك. استُخدمت الأرض الملأى والأحجار المقطعة في إنشاء مساكن، وهو ما يجعل الاستزراع المائي للهاوايين القدماء من بين أكثر المستزرعات تطورًا أنشأها السكان الأصليون حول المحيط الهادي. وأبرز مثال هو حوض سمك مينيهون الذي يرجع تاريخه إلى ألف سنة مضت على الأقل في أليكوكو. في وقت وصول كابتن جايمس كوك، كانت هناك 360 حوض سمك على الأقل تنتج 2000000 رطل (900000 كجم) من السمك في العام. على مدار الألفية الأخيرة، اتخذ الهاوايون مشاريع «ري الحقول واسع النطاق المعتمد على بركة تتغذى من القناة المائية» من أجل زراعة الكالو (القلقاس).
بنى المستوطنون الجدد الهال (المنازل) والهياو (المعابد). يعتقد علماء الآثار حاليًا أن أول المستوطنات كانت في الطرف الجنوبي من جزيرة هاواي الكبيرة وسرعان ما امتدت نحو الشمال، على طول شواطئ البحر وأودية النهر سهلة الدخول. مع تزايد عدد السكان، أصبحت المستوطنات أبعد عن الشاطئ في الداخل أكثر. نظرًا لكون الجزر صغيرة، ازدادت الكثافة السكانية للغاية. قبل اتصال الأوروبيين بهم، وصل السكان إلى رقم يقع بين 200000 إلى 1000000 شخص. لكن بعد اتصالهم بالأوروبيين، تناقص عدد السكان بصورة حادة بسبب الأمراض العديدة منها الجدري.

## القرية
اشتملت المدينة التقليدية لهاواي القديمة على عدة مباني. مرتبة على حسب الأهمية:
- هياو، معبد الآلهة. كان هناك نوعان رئيسيان. كان النوع الزراعي مابيل مخصصًا للونو، وكان يمكن أن يبنيه النبلاء والكهنة ورؤساء تقسيم الأراضي، ويمكن أن يحضر الجميع مراسمه. النوع الثاني، لواكيني، كانت معابد حربية كبيرة حيث كانت تقدم القرابين الحيوانية والبشرية. كانت تُبنى على مصاطب حجرية شاهقة ومزينة بأوثان خشبية وحجرية. أما اللواكيني فهي مصدر للمانا العظمى أو القوة الإلهية ولذلك لا يدخلها إلا الآليي والملك والمهمون من الرؤساء والنبلاء والكاهونا الذين كانوا هم كهنة الإله كو.[10]
- هال ألي، منزل القائد. كان يُستخدم كمكان إقامة للقائد الأعلى ومنزل اجتماع للقادة الأصغر. كان دائمًا ما يُبنى على أساس من الحجر المرتفع كي يمثل المكانة الاجتماعية المرتفعة، كان يوضع الكاهيلي أو راية الريش في الخارج كي تعبر عن المَلَكية. مُنعت النساء والأطفال من الدخول.
- هال باهو، منزل أدوات الهولا المقدسة، حيث طبول الباهو. وكان يُعامل كمكان ديني لأن الهولا كانت تُعتبر نشاطًا دينيًا يُمارس تكريمًا للإلهة لاكا.
- هال بابا، منزل الخزينة الملكية. بُني لتخزين الأدوات الملكية التي تتضمن القماش والشباك والخيوط الثمينة والهراوات والرماح وغيرها من الأسلحة.
- هال أولانا، بيت النساج. كان المكان الذي يتجمع فيه النساء الحرفيات كل يوم كي يصنعوا سلال القرية والمراوح والحصائر والأدوات الأخرى من أوراق الباندوس المجففة التي تُسمى لاوهالا.
- هال موا، بيت أكل الرجال. كان يُعتبر هذا المكان مقدسًا لأنه كان من المعتاد أن تُنحت التماثيل الحجرية لأوماكوا أو الآلهة السالفة. لم يكن للرجال والنساء أن يتناولوا الطعام سويًا خشية أن يسرق النساء المانا أو القوة الروحية من الرجال الذين كانوا معرضين للسرقة أثناء تناولهم الطعام. كانت النساء تتناولن الطعام في منازل منفصلة مخصصة لذلك تُدعى الهالأينا. كان الهال موا مُصممًا بطريقة تمكن الرجال من الدخول والخروج بسرعة.
- هال وا، بيت الزورق. بُني على طول الشواطئ كمخزن لمراكب الصيد الخاصة بهم. خزن الهاواييون أيضًا قطع أشجار السنط المستخدمة في صناعة الزوارق.
- هال لاوايا، بيت الصيد. بُني على طول الشواطئ كمخزن لشباك الصيد والخيوط خاصتهم. كانت تُصنع الشباك والخيوط من حبل متين مصمم من قشور جوز الهند المنسوجة. كانت تُصنع خطافات الصيد من العظام البشرية أو عظم الخنازير أو الكلاب. كانت الأدوات الموجودة في الهال لاوايا من أعلى الممتلكات ثمنًا في القرية كلها.
- هال نوهو، بيت المعيشة. بُني كمسكن للنوم والمعيشة لوحدة عائلة الهاويين.
- إيمو، فرن الأرض المشترك. كان يُحفر في الأرض، وكان يُستخدم في طبخ طعام القرية كلها بما فيه من البوا أو لحم الخنزير. كان الرجال فقط هم من يطبخون باستخدام الإيمو.